# Sójka (Stawiguda)
Sójka (deutsch Soykamühle, 1938 bis 1945 Eichelmühle) ist ein Ort in der polnischen Woiwodschaft Ermland-Masuren. Er gehört zur Gmina Stawiguda (Landgemeinde Stabigotten) im Powiat Olsztyński (Kreis Allenstein).

## Geographische Lage
Sójka liegt an der Alle (polnisch Łyna) im Westen der Woiwodschaft Ermland-Masuren, 13 Kilometer südlich der Kreist- und Woiwodschaftshauptstadt Olsztyn (deutsch Allenstein). Die einstige und im ehemaligen Ortsnamen verankerte Wassermühle stand etwa einen Kilometer nördlich des Ausflusses der Alle aus dem Ustrich-See (polnisch Jezioro Ustrych) im heutigen Naturreservat Las Warmiński („Ermländischer Forst“).
|  |

## Geschichte
Zur vor 1785 Estrich, um 1785 Soyka, nach 1785 mit Zusatz Soikamühle und nach 1871 Soykamühle genannte Siedlung gehörte einst eine Wassermühle, eine Schleuse und eine bedeutende Försterei. Sie war bis 1945 ein Wohnplatz in der Gemeinde Reußen (polnisch Ruś) im ostpreußischen Kreis Allenstein.
Im Jahre 1596, als die Mühle an Tomasz Ciborzyk verkauft wurde, fand der Ort erstmals Erwähnung. Im Jahre 1656 wurde die Mühle zerstört. Als „Köllmische Mühle“ wurde sie 1817 im Amt Allenstein mit zwei Feuerstellen und 17 Einwohnern genannt.
Am 18. Juli 1855 musste wegen eines notwendigen Reparaturbaues bei der Flößschleuse in Soykamühle die Alle-Brücke auf der Straße von Reußen (polnisch Ruś) nach Gelguhnen (polnisch Jełguń) für vier Wochen gesperrt werden.
Bei einer Volkszählung am 3. Dezember 1861 hat Soykamühle ein Wohngebäude mit elf Einwohnern, darunter einer mit evangelischer und zehn mit römisch-katholischer Konfession. Alle elf geben die Polnische Sprache als Muttersprache an.
Am 2. Januar 1891 wurde der Reußener Ortsteil Soykamühle geteilt: das Gebiet westlich der Alle (= 23,467 Hektar) wird in den Forstgutsbezirk Lanskerofen (polnisch Łańsk) im Amtsbezirk der Oberförsterei Lanskerofen zugeordnet, während das Gebiet östlich der Alle (= 21,567 Hektar) in den Forstgutsbezirk Ramuck im Amtsbezirk Oberförsterei Ramuck zugeschlagen wird. Die Einwohnerzahl von Soykamühle am 1. Dezember 1905 belief sich auf neun bei einer Wohnstätte.
Im Jahre 1938 erfolgte die Umbenennung von Soykamühle in „Eichelmühle“.
Dieser Name gilt nur sieben Jahre. Denn als 1945 in Kriegsfolge das gesamte südliche Ostpreußen an Polen überstellt wurde, erhielt der Ort die polnische Namensform „Sójka“. Der Weiler ist heute in die Landgemeinde Stawiguda (Stabigotten) im Powiat Olsztyński (Kreis Allenstein) eingebettet, zwischen 1975 und 1998 der Woiwodschaft Olsztyn, seither der Woiwodschaft Ermland-Masuren zugehörig.

## Kirche
Bis 1945 war Soykamühle resp. Eichelmühle in die evangelische Kirche Allenstein in der Kirchenprovinz Ostpreußen der Kirche der Altpreußischen Union, außerdem in die römisch-katholische Kirche (Groß) Bertung (polnisch Bartąg) im Bistum Ermland eingepfarrt.
Der kirchliche Bezug gilt auch heute noch: zur evangelischen Christus-Erlöser-Kirche Olsztyn, jetzt in der Diözese Masuren der Evangelisch-Augsburgischen Kirche in Polen gelegen, und zur römisch-katholischen Pfarrkirche Bartąg im jetzigen Erzbistum Ermland.

## Verkehr
Sójka liegt an einer Nebenstraßenverbindung von Ruś (Reußen) nach Jełguń (Gelguhnen). Eine Bahnanbindung besteht nicht.